# 中越凤尾蕨
中越凤尾蕨（学名：Pteris maclurioides var. tonkinensis）为凤尾蕨科凤尾蕨属下的一个变种。

## 扩展阅读
- 維基物種上的相關：中越凤尾蕨